# Prodontria
Prodontria è un genere di coleotteri della famiglia Scarabaeidae.

## Specie
Contiene le seguenti specie:
- Prodontria lewisi